# Kriminologische Kontrolltheorie
Kriminologische Kontrolltheorien (auch Bindungs- oder Halttheorien genannt) unterscheiden sich von anderen Kriminalitätstheorien dadurch, dass sie deren Ausgangsfrage umkehren. Es geht hierbei nicht um die Frage nach den Ursachen abweichenden und strafbaren Verhaltens. Kontrolltheoretiker gehen von der Annahme aus, dass kriminelles Verhalten der ursprünglichen Natur des Menschen entspricht, und untersuchen, weshalb sich die meisten Menschen gleichwohl sozial konform verhalten. Ihre Erklärung liegt in der Ausprägung innerer und äußerer Kontrolle eines Menschen beziehungsweise seiner Bindungen an die Gesellschaft oder im Vermögen eines Individuums zur Selbstkontrolle. Im Umkehrschluss lässt sich durch (Selbst-)Kontroll- oder Bindungsdefizite das Auftreten von Kriminalität erklären; eine weitere Annahme für konformes Verhalten wird im weitgehend ausgeglichenen Verhältnis von Kontrollmacht und Kontrollunterworfenheit einer Person gesehen.
Alle kriminologischen Kontrolltheorien wurden von Forschern aus den Vereinigten Staaten entworfen. Frühe Halttheorien von Albert J. Reiss (1951), Francis Ivan Nye (1958) und Walter C. Reckless (1961) haben in der Lehrbuch-Kriminologie nur noch historische Bedeutung. Reiss und Nye stellten kriminalitätshemmenden inneren Halt in den Mittelpunkt ihrer Ansätze, Reckless fügte dem inneren Halt das Element des äußeren Halts hinzu. Die Bindungstheorie von Travis Hirschi (1969) ist nach wie vor die einflussreichste Kontrolltheorie. Darin werden vier Arten von Bindung an die Gesellschaft genannt, die normenkonformes Verhalten garantieren. 1990 publizierte Hirschi gemeinsam mit Michael R. Gottfredson eine Selbstkontrolltheorie, die nach Meinung ihrer Verfasser jedwede Kriminalität und ihre Vermeidung erklärte. Diese Theorie fand große Beachtung, konnte aber den Anspruch, eine Allgemeine Kriminalitätstheorie zu sein, nicht erfüllen. Eine neue und untypische Perspektive bot 1995 Charles R. Tittle mit seiner Theorie der Kontrollbalance. Darin geht es um die Auswirkungen unterschiedlich verteilter Möglichkeiten der Kontrolle über andere sowie dem Maß des Ausgesetztseins der Kontrolle anderer. Nur eine Balance dieser Elemente verspricht aus Sicht der Theorie konformes Verhalten. Dieser Ansatz erfüllt eher die Ansprüche an eine allgemeine Theorie der Kriminalität als der von Gottfredson und Hirschi.

## Grundannahmen der Kontrolltheorien
„The question: »Why do they do it?« is simply not the question the theory is designed to answer. The question is: »Why don’t we do it?«“
(deutsch: „Die Frage: »Warum tun sie das?« ist einfach nicht die Frage, auf die die Theorie eine Antwort geben soll. Die Frage ist: »Warum tun wir es nicht?«.“)
– Travis Hirschi, Causes of Delinquency, 1969.
Kriminologische Kontrolltheorien setzen einen Werte- und Normenkonsens voraus, an den die Mitglieder des jeweiligen Gemeinwesens mehr oder weniger stark gebunden sind. Sie setzen aber auch voraus, dass es eine generelle menschliche Neigung zu Handlungen gibt, die gegen diesen Konsens verstoßen. Der Grund dafür ist, dass solche Handlungen besonders attraktiv sein können und sich viele Gelegenheiten für sie bieten. Damit orientieren sie sich unter Zurückweisung der positivistischen Kriminalitätstheorien des 20. Jahrhunderts an den klassischen Ansätzen von Thomas Hobbes, Jeremy Bentham und Cesare Beccaria. Entsprechend ist der Mensch nicht von Natur aus gut, sondern vorrangig auf die Befriedigung seiner Bedürfnisse und die Vermeidung von Schmerz und Leid aus.
Kontrolltheoretiker interessieren sich laut Karl-Ludwig Kunz und Tobias Singelnstein in erster Linie dafür, „wie der Appetit nach unkonventioneller krimineller Bedürfnisbefriedigung innerhalb der breiten Mehrheit der Gesetzestreuen gezügelt“ werde. Erklärungsbedürftig sei somit nur die Zurückhaltung der Normkonformen beim Ausleben krimineller Impulse. Das sei für eine Kriminalitätstheorie durchaus revolutionär, da Kriminalität in dieser Wahrnehmungsperspektive keiner Erklärung mehr bedürfe.

## Halttheorien(Containment Theories)
Die in kriminologischen Lehrbüchern aufgeführten frühen Vertreter der Kontrolltheorie formulierten Erklärungsansätze, die mit der von Reckless verwendeten Bezeichnung Containment Theory (Eindämmungstheorie oder Halttheorie) charakterisiert sind. Sie beschreiben, wodurch Impulse zum abweichenden Verhalten in Schach gehalten werden. Diese älteren Theorien werden in den Lehrbüchern allenfalls kursorisch abgehandelt, oft wird auch nur Reckless genannt oder ganz auf ihre Darstellung verzichtet.

### Albert J. Reiss (1951)
Albert J. Reiss publizierte 1951 in der Zeitschrift American Sociological Review eine erste kriminologische Halttheorie. Danach hängt sozial konformes Verhalten maßgeblich vom Einfluss intakter Beziehungen zwischen Kindern und Eltern sowie der elterlichen Erziehung ab. Abweichendes Verhalten ist demnach Resultat eines Versagens der Familie als wichtigster Primärgruppe des Erziehungsprozesses. Wenn es nicht gelingt, dem Kind seine soziale Rolle verbindlich zu vermitteln und ihm beizubringen, diese mit seinen Bedürfnissen in Einklang zu bringen, steigt die Wahrscheinlichkeit von Abweichung. Der Theorieansatz greift auf psychoanalytische Kategorien zurück: Soziale Abweichung hängt demnach mit schwach entwickelten Ich- und Überich-Instanzen zusammen. Es fehlt der innere Halt und damit die Immunisierung gegen kriminelle Versuchungen.

### Francis Ivan Nye (1958)
Ähnlich argumentiert der Familiensoziologe Francis Ivan Nye 1958 in seiner Monographie Family Relations and Delinquent Behavior. Der potenziell in allen Menschen lauernde Hang zum Verbrechen sei mit vier Formen der Kontrolle einzuhegen: direkter Kontrolle, wie Zwang und Strafe; internalisierter Kontrolle, die das Gewissen ausübt; indirekter Kontrolle durch affektive Identifikation mit Eltern und anderen nichtkriminellen Personen sowie der Verfügbarkeit von alternativen Mitteln zur Erreichung von Zielen.

### Walter C. Reckless (1961)
Mit der dritten Auflage seines Buches The crime problem publizierte Walter C. Reckless 1961 die Containment Theory. Er stellt dem Selbstkonzept (innerer Halt) den äußeren Halt zur Seite, den das Individuum durch Familie, Freunde und Bekannte erfährt. Dabei greift er auf Erkenntnisse der Chicagoer Schule der Soziologie zurück, der er selbst angehörte. Aus deren Konzept der sozialen Desorganisation und Persönlichkeitseigenschaften entwickelte er seine Eindämmungstheorie.
Als kriminogene (also kriminalitätsfördernde) Faktoren identifiziert er soziale Zwänge (pushes) und soziale Anreize (pulls). Soziale Zwänge sind soziale Ungleichheit und die daraus erwachsenen verringerten sozialen Chancen. Zu den sozialen Anreizen zählen Faktoren, die einen Menschen von seinen täglichen Routinen abbringen und dazu bewegen, andere Lebensstile zu wählen. Dazu gehören einflussreiche Abweichler aus dem Bekanntenkreis sowie delinquente Subkulturen. Vor dem Einfluss solcher Faktoren schützen Barrieren, die als Eindämmungsmechanismen bezeichnet werden. Das sind Familien und soziale Gruppen, die positive gesellschaftliche Werte vermitteln. Die nächste Barriere ist der innere Eindämmungsfaktor, das Bewusstsein. Delinquenzverhindernd sind ein starkes Selbstwertgefühl und entwickeltes Selbstbewusstsein, hohe Frustrationstoleranz sowie ein ausgeprägtes Verantwortungsgefühl.

## Hirschis Bindungstheorie(Causes of Delinquency)

### Aussagen der Bindungstheorie
Mit seiner Monographie Causes of Delinquency legte Travis Hirschi 1969 die bislang einflussreichste Kontrolltheorie vor. Darin wird die Annahme ausgearbeitet, dass soziale Bindungen (social bonds) Menschen von kriminellen Handlungen abhalten. Als Elemente solcher sozialen Bindungen nennt Hirschi attachment, commitment, involvement und belief. Das bedeutet:
- Attachment to meaningful persons – emotionale Bindung des Individuums an relevante Bezugspersonen. Diese Bindung führt dazu, dass sich der Mensch bewusst und unbewusst am Verhalten der Bezugspersonen orientiert und in seinem Handeln deren Interessen, Bedürfnisse und Erwartungen berücksichtigt.
- Commitment to conventional goals – die Orientierung der Lebensplanung des Individuums an konventionellen Zielen, wie etwa beruflichem Erfolg und Sicherheit. Das schließt auch die Abwägung ein, was persönlich durch abweichendes Verhalten zu gewinnen oder zu verlieren wäre.
- Involvement in conventional activities – zeitliche und räumliche Eingebundenheit des Individuums in konventionelle Aktivitäten, wie Schule, Arbeit, strukturierte Freizeitgestaltung. Mangels Zeit und Gelegenheit bleibt abweichendes Verhalten aus.
- Belief in social rules – Übereinstimmung des Individuums mit den gesellschaftlichen Normen und Werten.

Je stärker diese Elemente der Bindung an die Gesellschaft ausgeprägt sind, desto wahrscheinlicher ist konformes Verhalten. Die Elemente sind eng miteinander verbunden, die Schwächung eines davon führt auch zur Schwächung der anderen.
Bezogen auf die Vermeidung von Jugendkriminalität folgert Hirschi: Jugendliche verhalten sich weniger abweichend, je mehr sie in ihre Familie eingebunden sind, je besser ihre schulischen Leistungen sind und je mehr sie in konforme Strukturen eingebettet sind – unabhängig vom abweichenden Verhalten gleichaltriger Bekannter (peers). Es gibt keine signifikante kausale Verbindung zwischen sozialer Klasse und Kriminalität.

### Kriminologische Rezeption
Frank Neubacher zählt Hirschis Bindungskonzept zum Kernbestand kriminologischer Theorien. Auch für Michael Bock ist sie von bleibender Bedeutung, weil sie wesentliche Befunde der älteren kriminologischen Forschung integriert hat. Ähnlich werten Karl-Ludwig Kunz und Tobias Singelnstein: Das Bindungskonzept sei ein oberflächlich wirkendes „Allerweltsmodell“ und allgemein genug, um eine Vielzahl persönlichkeits- und sozialisationstheoretischer Annahmen zu integrieren. Die Integrationskraft und leichte Überprüfbarkeit der Theorie habe ihr zu großer Beachtung und Akzeptanz verholfen.
Nach der Veröffentlichung von Causes of delinquency haben zahlreiche Forschungsarbeiten Hirschis Konzept empirisch überprüft. In diesen Studien wurde der Zusammenhang der vier Bindungs-Elemente mit verschiedenen Formen kriminellen Handelns bestätigt. Allerdings waren die ermittelten Zusammenhänge für leichte Kriminalität nur mäßig und für schwerere Kriminalität gering. Somit scheint Hirschis Bindungstheorie eher in der Lage zu sein, leichtere Formen kriminellen Handelns zu erklären als schwerere. Einige Untersuchungen führten außerdem zum Ergebnis, dass Jugendliche vor allem dann kriminelle Handlungen ausführen, wenn sie an Gleichaltrigengruppen gebunden sind, die dies ebenfalls tun, dass sie jedoch konform handeln, wenn sie an Gleichaltrigengruppen gebunden sind, in denen konforme Handlungen üblich sind. Das widerspricht den Annahmen Hirschis und ist im Sinne seiner Theorie eine Anomalie.
Wolfgang Stelly und Jürgen Thomas weisen darauf hin, dass Causes of delinquency zwar als allgemeine Kriminalitätstheorie konzipiert ist, die Operationalisierung und empirische Überprüfung seines Bindungskonzepts von Hirschi jedoch nur für das Kindes- und Jugendalter erfolgt sei. Eine Erklärung für Kontinuität oder Veränderungen von Kriminalität im weiteren Lebenslauf finde sich bei ihm nicht.

## Selbstkontrolltheorie(A General Theory of Crime)

### Aussagen der Selbstkontrolltheorie

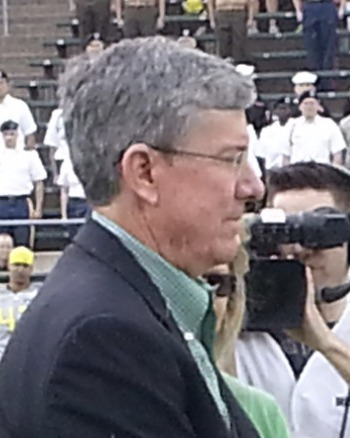
Michael R. Gottfredson

„It is meant to explain all crime, at all time, and, for that matter, many forms of behavior that are not sanctioned by the state.“
(deutsch: „Es sollen alle Verbrechen zu jeder Zeit erklärt werden, auch viele Verhaltensweisen, die vom Staat nicht sanktioniert werden.“)
– Michael R. Gottfredson und Travis Hirschi, A General Theory of Crime, 1990
Mit A General Theory of Crime legten Gottfredson und Hirschi 1990 eine Theorie vor, die den Anspruch hat, Kriminalität in der kulturübergreifenden Ganzheit ihrer Erscheinungsformen zu erfassen. Ausdrücklich ist sie als originär kriminologischer Ansatz gedacht, auf den in dieser Wissenschaftsdisziplin gewohnten Rückgriff auf die Bezugsdisziplinen Biologie, Psychologie, Ökonomie und Soziologie wird deshalb verzichtet, weil derartige Theoriebildung zu sehr den Ursprungsdisziplinen verhaftet sei und keine dem Forschungsgegenstand adäquate Perspektive erlaube. Das von Gottfredson und Hirschi postulierte Wesen von Kriminalität unterscheidet sich erheblich von den traditionellen Erklärungen. Ihr Kriminalitätsbegriff geht weit über die übliche Definition hinaus und umfasst Delinquenz, Devianz und riskanten Lebensstil. Kriminelle Handlungen in diesem weiten Sinne haben laut der Theorie die Merkmale:
- Sie versprechen sofortige und leichte Belohnung (beispielsweise Geld ohne Arbeit oder Sex ohne Partnerschaft).
- Sie enthalten Eigenschaften milieutypischer traditioneller Männlichkeitsvorstellungen, wie etwa Aggressivität, Körperbetontheit und Risikobereitschaft.
- Sie haben nur geringen Langzeitnutzen.
- Sie erfordern nur geringe kognitive Anstrengungen und geringen manuellen Aufwand.
- Sie sind für das Opfer mit der Zufügung von Schmerz und Unbehagen verbunden.
- Sie bergen auch das Risiko, als Täter Schmerzen zu erleiden. Personen mit größerer Schmerztoleranz seien daher (unabhängig vom Grad ihrer Selbstkontrolle) mit größerer Wahrscheinlichkeit in Verbrechen verwickelt.
- Sie erleichtern es, bei momentaner Verwirrung oder kognitiver Überforderung, als belastend empfundene Situationen zunächst zufriedenstellend zu verarbeiten.
- Subjektiv besteht bei kriminellen Handlungen meist ein geringes Bestrafungsrisiko.

Das Wesen der Kriminalität wird damit allein durch einen Mangel an Selbstkontrolle bestimmt, im Umkehrschluss ergibt sich daraus die ausschließliche Antwort auf die Frage, wie und warum Menschen von derartigen Handlungen zurückgehalten werden. Selbstkontrolle im Sinne der Theorie hat folgende Eigenschaften:
- Sie ist das Ergebnis eines Zusammenspiels von Veranlagung und Erziehung. Je weniger Selbstkontrolle angeboren ist, desto mehr Erziehung ist nötig.
- Sie ist ein stabiles Persönlichkeitsmerkmal.
- Weil jeder Mensch nach Kurzzeitbefriedigung strebt, ist Selbstkontrolle primär die Fähigkeit, die Langzeitfolgen einer Handlung zu berücksichtigen.
- Kriminalität ist Ausdruck mangelnder Selbstkontrolle (Überbetonung von Kurzzeitbefriedigung).
- Mangelnde Selbstkontrolle ist eine notwendige, doch keine hinreichende Voraussetzung für kriminelles Handeln. Wichtig sei zudem eine in Versuchung führende Tatgelegenheit.

Menschen, die nicht über ausreichend Selbstkontrolle verfügen, neigen laut Gottfredson und Hirschi zu Impulsivität, geringer Sensibilität, zu eher körperlichen als geistigen Qualitäten, zur kurzsichtiger Risikobereitschaft und mäßigem sprachlichen Ausdrucksvermögen. Da diese Merkmale schon in einem Alter festgestellt werden können, in dem Individuen für kriminelle Handlungen noch nicht offiziell zur Verantwortung gezogen werden, kann im Kindesalter noch durch Erziehung (in Familie und Schule) gegengesteuert werden. Bedingungen dafür sind: Kindliches Verhalten wird beaufsichtigt; abweichendes Verhalten wird bei seinem Auftreten als solches identifiziert; abweichendes Verhalten wird effektiv bestraft. Eine solche Erziehung sei in intakten Kleinfamilien am ehesten gewährleistet. Zudem wird empfohlen, unüberwachte Aktivitäten von Jugendlichen zu beschränken.
Eine spätere Stärkung des Selbstkontrollvermögens ist laut Gottfredson und Hirschi nicht mehr möglich; geringe Selbstkontrolle, und damit die Neigung zu kriminellem Handlungen, bleibe lebenslang erhalten.

### Kriminologische Rezeption
Die Theorie fand in den zurückliegenden Jahren große Beachtung, was laut Frank Neubacher angesichts des selbstgesteckten Ziels, eine allgemein gültige Theorie der Kriminalität zu präsentieren, nicht verwundert. Das anspruchsvolle Vorhaben wecke Erwartungen, die enttäuscht würden. Die Theorie sei sicherlich keine umfassende, sie vermöge bestenfalls Ausschnitte des Kriminalitätsgeschehens zu erklären, nicht jedoch Wirtschaftskriminalität oder die Kriminalität der Mächtigen. Zudem sei die in der Theorie unterstellte Kontinuität des Problemverhaltens kaum mit den Befunden der kriminologischen Lebenslaufforschung in Einklang zu bringen.
Laut Kunz und Singelnstein basiert die Theorie auf einem neokonservativen Gesellschaftsmodell. Ihm entspreche eine puritanische Ethik, die spontane Triebbefriedigung verdammt und Bedürfnisaufschub propagiert. Das Modell für das Individuum sei ein angepasster, in seinen Trieben gezähmter und sich selbst disziplinierender Mensch, der sich die Maßstäbe elterlicher Erziehung zu eigen macht. Die Verantwortung für sozial unerwünschtes und kriminelles Verhalten würde im Wesentlichen den Eltern aufgebürdet und damit die Gesellschaft von Verantwortung für Asozialität entlastet. Kriminalpolitik reduziere sich damit auf die Verhinderung krimineller Gelegenheiten. Mehrere Rezipienten in den USA bemängelten, dass solche Tatgelegenheiten zwar eine wichtige Rolle im Konzept von Gottfredson und Hirschi spielen, im Rahmen der Theorie jedoch vernachlässigt würden.
Für Wolfgang Stelly und Jürgen Thomas wirft die Theorie die Frage auf: „Welche Auffälligkeiten sind Ausdruck einer geringen Selbstkontrolle und welche nicht?“ Gottfredson und Hirschi würden diese Frage nur mit der Aufzählung verschiedener Auffälligkeiten beantworten. Damit werde nicht nur der Zusammenhang von Ursache und Wirkung sehr unscharf, sondern der Erklärungsansatz bekomme tautologische Züge: Soziale Auffälligkeiten würden mit einer niedrigen Selbstkontrolle erklärt, die in diesen sozialen Auffälligkeiten überhaupt erst erkennbar sei. Den Vorwurf der Tautologie hatte der US-Kriminalsoziologe Ronald L. Akers bereits ein Jahr nach Erscheinen der General Theory of Crime erhoben.

## Theorie der Kontrollbalance(Control Balance. Toward a General Theory of Deviance)

### Aussagen der Kontrollbalancetheorie
Mit Control Balance. Toward a General Theory of Deviance legte Charles R. Tittle 1995 eine Theorie vor, in deren Mittelpunkt die Kontroll-Ratio steht. Diese ergibt sich für jede Person individuell aus dem Verhältnis zwischen dem Grad seiner Möglichkeiten zur Kontrollausübung über andere (Autonomie) und dem Grad der Kontrolle, der er selbst ausgesetzt ist (Repression). Nur bei halbwegs ausgeglichener Kontroll-Ratio ist demnach konformes Verhalten zu erwarten. Bei gestörter Kontrollbalance ist dagegen mit kriminellen Handlungen zu rechnen. Solche Unausgeglichenheit kann sowohl aus einem Überschuss als auch aus einem Defizit an Kontrolle bestehen.
Personen mit hohem Sozialstatus verfügen über einen Überschuss von Kontrollmöglichkeiten bei weitgehendem Fehlen von Kontrollunterworfenheit. Ihre als selbstverständlich erlebte Machtfülle birgt die Gefahr, sie missbräuchlich auszunutzen. Das kann sich in Kapital akkumulierenden Vermögens- und Eigentumsdelikten niederschlagen, doch auch in häuslicher und sexueller Gewalt gegenüber Kindern oder älteren, pflegebedürftigen Menschen.
Personen mit niedrigem Sozialstatus haben dagegen ein Kontrolldefizit, das mit Ohnmachtsgefühlen und mangelndem Selbstwert einhergeht. Mit starker Kontrollunterworfenheit und gleichzeitigem Mangel an eigenen Kontrollmöglichkeiten steigt die Wahrscheinlichkeit kriminellen Verhaltens. In der Theorie wird nicht davon ausgegangen, dass die Wahrscheinlichkeit strafbaren Handelns mit der Intensität der Kontrollunausgeglichenheit zunimmt. Vielmehr wird angenommen, dass eine stark gestörte Kontrollbalance eher pathologisch deutbare Devianzformen begünstigt. Geringere Unausgeglichenheit veranlasse dagegen eher zu rational motivierten Abweichungen (etwa Bereicherungshandlungen von wenig Bemittelten). Ist die Repression stark, führt das zu unterwürfigem und resignativem Verhalten (wie etwa Duldung von Missbrauch, passive Hinnahme von sexueller Belästigung).

### Kriminologische Rezeption
Laut Michael Bock liegt die Stärke der Kontrollbalancetheorie darin, dass mit einem einheitlichen und einfachen Grundmuster eine Vielzahl von Kriminalitätserscheinungen erklärbar ist. Im Gegensatz zu anderen Kontrolltheorien besitze der Ansatz Tittles den Vorteil, die Kriminalität der Mächtigen, die Wirtschaftskriminalität und politische Straftaten mehr als bisher in die kriminologische Untersuchung einzubeziehen.
Kunz und Singelnstein schreiben der Kontrollbalancetheorie eine gesellschaftspolitische Position zu, die sich vom konservativen Standpunkt der traditionellen Bindungstheorien abhebt: „Jenseits der kriminalpolitischen Interventionen geht es darum, die Voraussetzungen für eine egalitäre republikanische Gesellschaft zu schaffen, die soziale Macht und Einkommen umverteilt, Kontrolle gleichförmiger und menschenwürdiger anwendet und kommunitarisch Bindungen unter dem Vorzeichen des Machtgleichgewichts fördert.“

### Primärliteratur
- Albert J. Reiss: Delinquency as the failure of personal and social controls. In: American Sociological Review, 16. Jahrgang, Heft 2, April 1951, S. 196–207, JSTOR:2087693.
- Francis Ivan Nye: Family Relations and Delinquent Behavior. Wiley, New York 1958.
- Walter C. Reckless: The crime problem. 3. Auflage, Appleton-Century-Crofts, New York 1961.
- Travis Hirschi: Causes of Delinquency. University of California Press, Berkeley 1969.
- Michael R. Gottfredson und Travis Hirschi: A General Theory of Crime. Stanford University Press, Stanford 1990, ISBN 0-8047-1773-7.
- Charles R. Tittle: Control Balance. Toward a General Theory of Deviance. Westview Press, Boulder 1995, ISBN 0-8133-2631-1.

### Sekundärliteratur
- Michael Bock: Kriminologie. Für Studium und Praxis. 4. Auflage, Franz Vahlen, München 2013, ISBN 978-3-8006-4705-7.
- Stefanie Eifler: Kriminalsoziologie. Transcript, Bielefeld 2002, ISBN 3-933127-62-9.
- Helmut Janssen und Friedhelm Peters: Kriminologie für Soziale Arbeit. Votum, Münster 1997, ISBN 978-3-930405-36-7.
- Karl-Ludwig Kunz und Tobias Singelnstein: Kriminologie. Eine Grundlegung. 7., grundlegend überarbeitete Auflage, Haupt, Bern 2016, ISBN 978-3-8252-4683-9.
- Siegfried Lamnek und Susanne Vogl: Theorien abweichenden Verhaltens II. „Moderne“ Ansätze. 4. Auflage, UTB – W. Fink, Stuttgart 2017, ISBN 978-3-8385-4722-0.
- Tilmann Moser: Jugendkriminalität und Gesellschaftsstruktur. Zum Verhältnis von soziologischen, psychologischen und psychoanalytischen Theorien des Verbrechens. Suhrkamp, Frankfurt am Man 1987, ISBN 978-3-518-37972-1.
- Frank Neubacher: Kriminologie. 3. Auflage, Nomos, Baden-Baden 2017, ISBN 978-3-8487-3036-0.
- Hans-Dieter Schwind: Kriminologie und Kriminalpolitik. Eine praxisorientierte Einführung mit Beispielen. 23. Auflage, Kriminalistik, Heidelberg 2016, ISBN 978-3-7832-0047-8.
- Wolfgang Stelly, Jürgen Thomas: Einmal Verbrecher – immer Verbrecher? Westdeutscher Verlag, Wiesbaden 2001, ISBN 3-531-13665-8.
- Ingo Diedrich: Die Kontrolltheorie nach Travis Hirschie - eine Diskussionsvorlage.